# Amarna

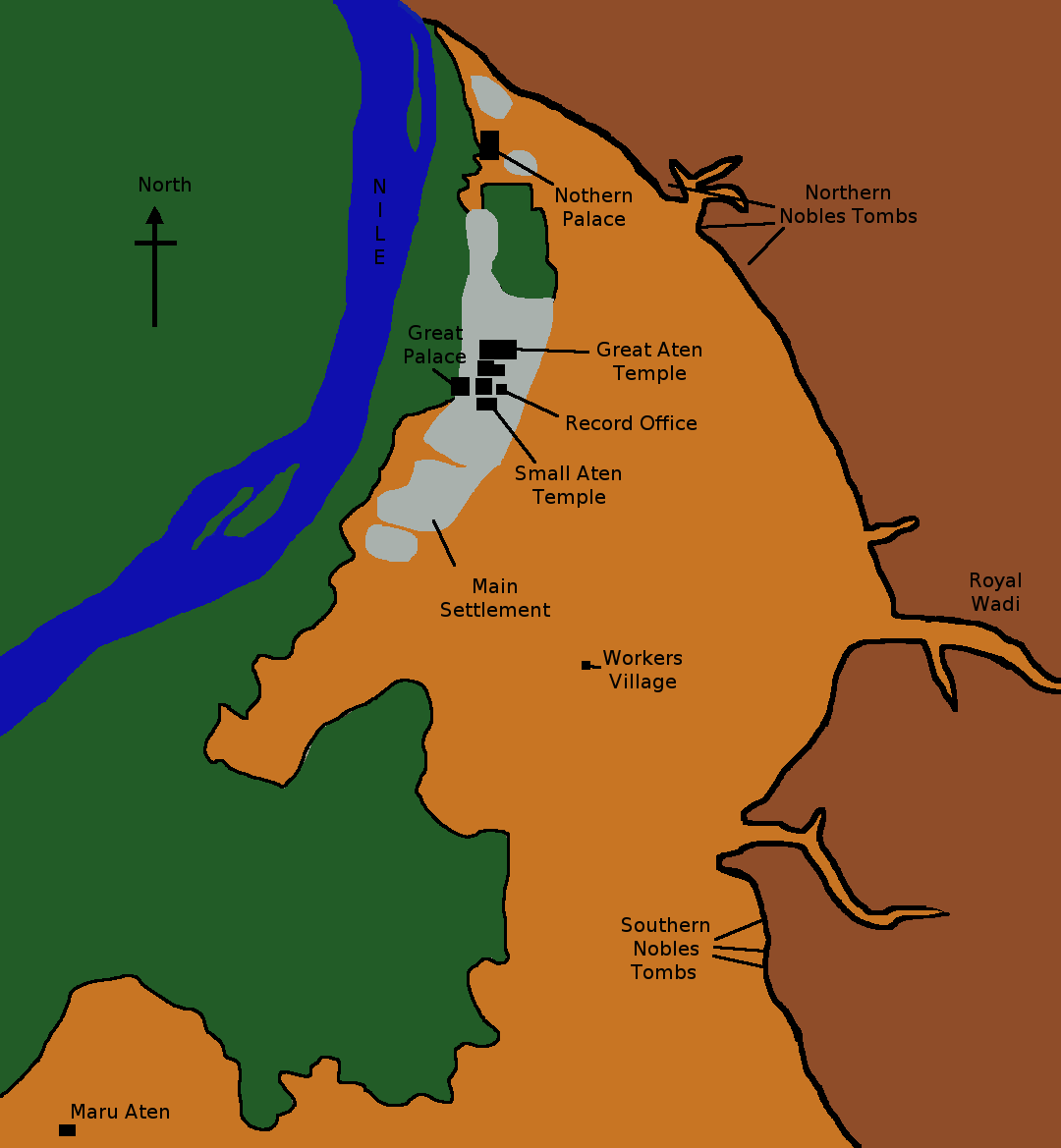
Mapa mostrando a cidade de Amarna.

Amarna, El Amarna ou Tell el-Amarna (em árabe: العمارنة; romaniz.: al-'amārnah) é o nome atual em árabe de uma localidade que funcionou como capital do Antigo Egito construída pelo faraó Aquenáton (anteriormente Amenófis IV), sendo então designada como Aquetáton (em árabe: أخاتون; lit. "O horizonte de Áton"). Está situada na margem oriental do rio Nilo na província egípcia de Al Minya, a cerca de 312 quilômetros a sul da cidade do Cairo.

## História
Aquenáton, faraó da XVIII Dinastia egípcia, decidiu pouco tempo depois de subir ao trono, introduzir mudanças religiosas que faziam do deus Áton a única divindade digna de receber culto. Para alguns, ele teria sido o primeiro a professar o monoteísmo, embora alguns investigadores considerem que este culto a Aton seria mais uma forma de henoteísmo. Após instituir o culto à Aton como sendo o único culto permitido em todo seu reino, Aquenáton ordenou sistemática destruição aos templos dos demais deuses egípcios, em especial Amom, já que seus sacerdotes e preceptores eram seus maiores rivais, do ponto de vista político e religioso.
O faraó decidiu fundar uma nova cidade que funcionasse como sede para o novo culto religioso, tendo escolhido uma região entre Mênfis e Tebas, duas importantes cidades do Antigo Egito. Aquenáton declarou que tinha sido o próprio deus Aton a informar-lhe o local onde deveria ser construída a nova cidade.
Sabe-se que a cidade abarcou uma extensão de catorze quilómetros ao longo da margem do Nilo com treze quilómetros de largura. A cidade estava limitada por várias estelas (catorze) que simbolicamente limitavam o espaço da cidade sagrada. 
Com a morte de Aquenáton, a cidade deixou de ser capital, sendo essa novamente Tebas.

## Estrutura da cidade

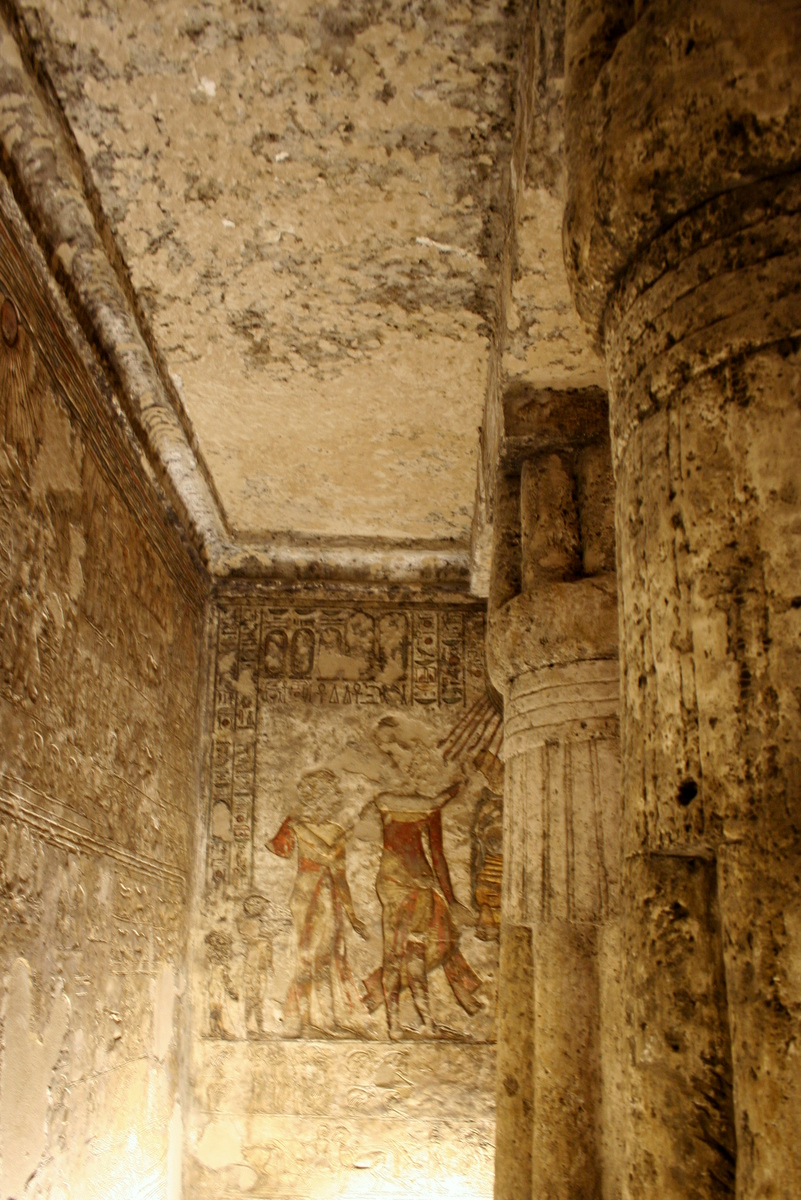
Tumba de Tel el-Amarna no Egito.

Amarna estava dividida em vários setores que estavam ligados por uma avenida paralela ao rio, designada nos textos como "Caminho Real". Era neste caminho que Aquenáton e Nefertiti passeavam no carro perante os seus súditos, acompanhados pela comitiva real.

### O bairro norte
Esta área estava estruturada em torno de um palácio cercado por uma muralha que servia como residência do soberano, o Palácio da Margem Norte. Eram localizado atrás da Residência Real estava o Bureau de Correspondência do Faraó, onde as Cartas de Amarna foram encontradas.

### O bairro central

#### Grande Templo de Áton

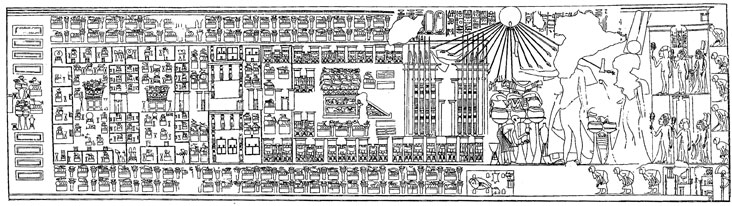
Representação do Grande Templo de Áton.

O Grande Templo de Aton, orientado no sentido leste-oeste, estava cercado por uma muralha de 760m x290m. Ao contrário de outros templos egípcios, não era coberto por um telhado devido à própria natureza do deus Aton, que não habitava numa estátua situada numa sala escura do templo, mas que se manifestava através dos raios solares. A entrada principal era formada por dois pilones que conduziam a um edifício chamado Per Hai. Seguiam-se seis pátios ao ar livre, cada um com dimensões inferiores ao precedente, que formavam o Gem Aten, o lugar onde Áton morava. Este edifício tinha 365 altares quadrangulares construídos em pedra que serviam para realizar as oferendas a Áton, estando o número relacionado com o número de dias do calendário egípcio.

### O bairro do sul
Ao sul da cidade ficava a área agora conhecida como Subúrbios do Sul. Esta área também abrigou o ateliê do escultor Tutemés, onde o famoso busto de Nefertiti foi encontrado em 1912.

## Cronologia das investigações
- 1714 – Claude Sicard, um jesuita francês, é o primeiro a descrever uma estela fronteiriça de Amarna.
- 1798 – O grupo de "sábios" da expedição de Napoleão ao Egipto elabora o primeiro mapa de Amarna, mais tarde publicado na Description de l'Égypte entre 1821 e 1830.
- 1824 – Sir John Gardiner Wilkinson explora e cartografa as ruínas da cidade.
- 1833 – O copista Robert Hay e G. Laver visitam a localidade e descobrem vários dos túmulos da região sul, gravando os baixos-relevos. As cópias dos baixos-revelos permaneceram durante muito tempo British Library sem serem por publicadas.
- 1843 e 1845– A expedição da Prússia liderada por Karl Richard Lepsius faz o registo dos monumentos e da topografia de Amarna em duas visitas distintas num período total de doze dias. Os resultados são em publicados entre 1849 e 1913 na obra Denkmäler aus Ægypten und Æthiopien.
- 1887 – Uma mulher de Amarna descobre acidentalmente cerca de 400 tabuinhas de barro com inscrições cuneiforme. Estas tabuinhas são hoje denominadas de "Cartas de Amarna" e eram correspondência diplomática do tempo de Aquenáton.
- 1891–1892– Sir Flinders Petrie trabalha durante uma época em Amarna, num trabalho independente em relação ao Fundo de Exploração Egípcia. Petrie realizou escavações na região central da cidade, tendo investigado o Grande Templo de Aton, o Grande Palácio, a Casa do Rei, o Arquivo de Registos e casas privadas.
- 1903–1908 – Norman de Garis Davies publica desenhos e fotografias dos túmulos privados e das estelas fronteiriças.
- 1907–1914 – Liderada por Ludwig Borchardt, a Deutsche Orientgesellschaft (Sociedade Oriental Alemã) escava as regiões norte e sul da cidade. É descoberto o famoso busto de Nefertiti, agora em Berlim, entre outros objectos que pertenciam ao atelier do escultor Tutemés. O começo da Primeira Guerra Mundial em agosto 1914 põe fim às escavações alemãs.
- 1921–1936 – A Sociedade Egípcia de Exploração realiza escavações em Amarna sob a direcção de T.E. Peet, Sir Leonard Woolley, Henri Frankfort e John Pendlebury. As novas investigações centram-se nos edifícios reais e religiosos.
- 1960s – A Organização Egípcia das Antiguidades realiza um conjunto de escavações em Amarna.
- 1977 – presente – A Sociedade Egípcia das Antiguidades regressa às escavações em Amarna, agora sob a direcção de Barry Kemp.
- 1980 – Uma segunda exploração de duração mais curta liderada por Geoffrey Martin descreve e copia os baixos-relevos do túmulo real, tendo as descobertas sido publicadas com objectos que se julga serem oriundos do túmulo.